# Tetracme bucharica
Tetracme bucharica là một loài thực vật có hoa trong họ Cải. Loài này được O.E. Schulz miêu tả khoa học đầu tiên.